# Luj VIII., kralj Francuske
Luj VIII. Lavljeg Srca (Pariz, 5. rujna 1187. – Monpensier, Auvergne, 8. studenog 1226.) bio je francuski kralj od 1223. do 1226. godine iz dinastije Capet.
Poslije smrti Filipa II. 14. srpnja 1223. godine njegov sin Luj VIII. je postao neupitni kralj novoojačane države. Lujeva majka bila je Izabela Hainautska, a žena Blanka Kastiljska.
Prije stupanja na prijestolje sudjelovao je u posljednjem očevom ratu. Tijekom svibnja 1216. se iskrcao s francuskom vojskom u Englesku radi pokušaja aneksije otočnog kraljevstva. Ta vojna operacija u trajanju od 18 mjeseci je na kraju propala zbog smrti nepopularnog engleskog kralja Ivana bez Zemlje. Mir potpisan s novim kraljem je rezultirao povratkom u Francusku.
Tijekom svoje kratke vladavine on donosi uredbu kojom se od tada zakletva plemića na vjernost ne daje kralju nego cijeloj kraljevskoj dinastiji čime se dalje ojačava položaj monarha.
Umro je od dizenterije 8. studenog 1226. godine. Naslijedio ga je Luj IX., najstariji od sedmoro preživjele djece.

## Poveznice
- Popis francuskih vladara

| Prethodnik:               | Kralj Francuske | Nasljednik:                   |
| Filip II. (1180. – 1223.) | Kralj Francuske | Luj IX. Sveti (1226. – 1270.) |